# ISO/CEI 8859-15
L'ISO/CEI 8859-15 (aussi connue comme Latin-9 et non officiellement comme Latin-0, mais jamais comme Latin-15) est la 15e partie de la norme de codage de caractères ISO/CEI 8859 de l'Organisation internationale de normalisation (ISO).
Cette norme donne un code numérique tenant sur 8 bits aux caractères de l'alphabet latin utilisés en allemand, anglais, basque, catalan, danois, espagnol, finnois, français, italien, néerlandais, norvégien, portugais et suédois (parmi d'autres langues européennes).

## Différences avec ISO/CEI 8859-1
Le jeu de caractères ISO/CEI 8859-15 peut être considéré comme une mise à jour de la norme ISO/CEI 8859-1, avec laquelle il est identique à l'exception de huit caractères.
| Position | 0xA4 | 0xA6 | 0xA8 | 0xB4 | 0xB8 | 0xBC | 0xBD | 0xBE |
| 8859-1   | ¤    | ¦    | ¨    | ´    | ¸    | ¼    | ½    | ¾    |
| 8859-15  | €    | Š    | š    | Ž    | ž    | Œ    | œ    | Ÿ    |

Note : les codes numériques sont donnés en base hexadécimale.
Le symbole de l’euro est devenu nécessaire dans la perspective de l’introduction imminente de la monnaie unique. Š, š, Ž et ž s’utilisent dans des mots d’emprunt et dans la translittération de noms russes en finnois et en estonien. Œ et œ sont des digrammes soudés français, et le Ÿ est nécessaire pour l’écriture tout-en-capitales des noms propres comme celui de la ville de l'Haÿ-les-Roses et celui du poète et écrivain Pierre Louÿs. Étant donné que les diacritiques sur les majuscules sont souvent (mais improprement,) omis en français, on a cru pouvoir faire l’économie d’un point de code pour l’Ÿ dans ISO-8859-1, bien que sa minuscule ÿ y soit bien représentée (à 0xFF).
En revanche, quelques caractères peu utilisés ont été exclus.

## Caractères supportés
Le jeu de caractères complet est présenté dans le tableau ci-après.
| ISO/CEI 8859-15 | ISO/CEI 8859-15 | ISO/CEI 8859-15 | ISO/CEI 8859-15 | ISO/CEI 8859-15 | ISO/CEI 8859-15 | ISO/CEI 8859-15 | ISO/CEI 8859-15 | ISO/CEI 8859-15 | ISO/CEI 8859-15 | ISO/CEI 8859-15 | ISO/CEI 8859-15 | ISO/CEI 8859-15 | ISO/CEI 8859-15 | ISO/CEI 8859-15 | ISO/CEI 8859-15 | ISO/CEI 8859-15 |
|                 | x0              | x1              | x2              | x3              | x4              | x5              | x6              | x7              | x8              | x9              | xA              | xB              | xC              | xD              | xE              | xF              |
| --------------- | --------------- | --------------- | --------------- | --------------- | --------------- | --------------- | --------------- | --------------- | --------------- | --------------- | --------------- | --------------- | --------------- | --------------- | --------------- | --------------- |
| 0x              | non utilisé     | non utilisé     | non utilisé     | non utilisé     | non utilisé     | non utilisé     | non utilisé     | non utilisé     | non utilisé     | non utilisé     | non utilisé     | non utilisé     | non utilisé     | non utilisé     | non utilisé     | non utilisé     |
| 1x              | non utilisé     | non utilisé     | non utilisé     | non utilisé     | non utilisé     | non utilisé     | non utilisé     | non utilisé     | non utilisé     | non utilisé     | non utilisé     | non utilisé     | non utilisé     | non utilisé     | non utilisé     | non utilisé     |
| 2x              |                 | !               | "               | #               | $               | %               | &               | '               | (               | )               | *               | +               | ,               | -               | .               | /               |
| 3x              | 0               | 1               | 2               | 3               | 4               | 5               | 6               | 7               | 8               | 9               | :               | ;               | <               | =               | >               | ?               |
| 4x              | @               | A               | B               | C               | D               | E               | F               | G               | H               | I               | J               | K               | L               | M               | N               | O               |
| 5x              | P               | Q               | R               | S               | T               | U               | V               | W               | X               | Y               | Z               | [               | \               | ]               | ^               | _               |
| 6x              | `               | a               | b               | c               | d               | e               | f               | g               | h               | i               | j               | k               | l               | m               | n               | o               |
| 7x              | p               | q               | r               | s               | t               | u               | v               | w               | x               | y               | z               | {               | \|              | }               | ~               |                 |
| 8x              | non utilisé     | non utilisé     | non utilisé     | non utilisé     | non utilisé     | non utilisé     | non utilisé     | non utilisé     | non utilisé     | non utilisé     | non utilisé     | non utilisé     | non utilisé     | non utilisé     | non utilisé     | non utilisé     |
| 9x              | non utilisé     | non utilisé     | non utilisé     | non utilisé     | non utilisé     | non utilisé     | non utilisé     | non utilisé     | non utilisé     | non utilisé     | non utilisé     | non utilisé     | non utilisé     | non utilisé     | non utilisé     | non utilisé     |
| Ax              |                 | ¡               | ¢               | £               | €               | ¥               | Š               | §               | š               | ©               | ª               | «               | ¬               |                 | ®               | ¯               |
| Bx              | °               | ±               | ²               | ³               | Ž               | µ               | ¶               | ·               | ž               | ¹               | º               | »               | Œ               | œ               | Ÿ               | ¿               |
| Cx              | À               | Á               | Â               | Ã               | Ä               | Å               | Æ               | Ç               | È               | É               | Ê               | Ë               | Ì               | Í               | Î               | Ï               |
| Dx              | Ð               | Ñ               | Ò               | Ó               | Ô               | Õ               | Ö               | ×               | Ø               | Ù               | Ú               | Û               | Ü               | Ý               | Þ               | ß               |
| Ex              | à               | á               | â               | ã               | ä               | å               | æ               | ç               | è               | é               | ê               | ë               | ì               | í               | î               | ï               |
| Fx              | ð               | ñ               | ò               | ó               | ô               | õ               | ö               | ÷               | ø               | ù               | ú               | û               | ü               | ý               | þ               | ÿ               |

Dans la table ci-dessus, 0x20 est l'espace standard, 0xA0 est l'espace insécable.
Les valeurs 0x00 à 0x1F, 0x7F, et 0x80 à 0x9F ne sont pas assignées à des caractères par l'ISO/CEI 8859-15.
Carte complète de l'ISO 8859-15 avec les différences par rapport à l'ISO/CEI 8859-1 marquées par un fond  jaune  :
| ISO 8859-15 | ISO 8859-15 | ISO 8859-15 | ISO 8859-15 | ISO 8859-15 | ISO 8859-15 | ISO 8859-15 | ISO 8859-15 | ISO 8859-15 | ISO 8859-15 | ISO 8859-15 | ISO 8859-15 | ISO 8859-15 | ISO 8859-15 | ISO 8859-15 | ISO 8859-15 | ISO 8859-15 |
|             | x0          | x1          | x2          | x3          | x4          | x5          | x6          | x7          | x8          | x9          | xA          | xB          | xC          | xD          | xE          | xF          |
| ----------- | ----------- | ----------- | ----------- | ----------- | ----------- | ----------- | ----------- | ----------- | ----------- | ----------- | ----------- | ----------- | ----------- | ----------- | ----------- | ----------- |
| 0x          | NUL         | SOH         | STX         | ETX         | EOT         | ENQ         | ACK         | BEL         | BS          | HT          | LF          | VT          | FF          | CR          | SO          | SI          |
| 1x          | DLE         | DC1         | DC2         | DC3         | DC4         | NAK         | SYN         | ETB         | CAN         | EM          | SUB         | ESC         | FS          | GS          | RS          | US          |
| 2x          | SP          | !           | "           | #           | $           | %           | &           | '           | (           | )           | *           | +           | ,           | -           | .           | /           |
| 3x          | 0           | 1           | 2           | 3           | 4           | 5           | 6           | 7           | 8           | 9           | :           | ;           | <           | =           | >           | ?           |
| 4x          | @           | A           | B           | C           | D           | E           | F           | G           | H           | I           | J           | K           | L           | M           | N           | O           |
| 5x          | P           | Q           | R           | S           | T           | U           | V           | W           | X           | Y           | Z           | [           | \           | ]           | ^           | _           |
| 6x          | `           | a           | b           | c           | d           | e           | f           | g           | h           | i           | j           | k           | l           | m           | n           | o           |
| 7x          | p           | q           | r           | s           | t           | u           | v           | w           | x           | y           | z           | {           | \|          | }           | ~           | DEL         |
| 8x          | PAD         | HOP         | BPH         | NBH         | IND         | NEL         | SSA         | ESA         | HTS         | HTJ         | VTS         | PLD         | PLU         | RI          | SS2         | SS3         |
| 9x          | DCS         | PU1         | PU2         | STS         | CCH         | MW          | SPA         | EPA         | SOS         | SGCI        | SCI         | CSI         | ST          | OSC         | PM          | APC         |
| Ax          | NBSP        | ¡           | ¢           | £           | €           | ¥           | Š           | §           | š           | ©           | ª           | «           | ¬           |             | ®           | ¯           |
| Bx          | °           | ±           | ²           | ³           | Ž           | µ           | ¶           | ·           | ž           | ¹           | º           | »           | Œ           | œ           | Ÿ           | ¿           |
| Cx          | À           | Á           | Â           | Ã           | Ä           | Å           | Æ           | Ç           | È           | É           | Ê           | Ë           | Ì           | Í           | Î           | Ï           |
| Dx          | Ð           | Ñ           | Ò           | Ó           | Ô           | Õ           | Ö           | ×           | Ø           | Ù           | Ú           | Û           | Ü           | Ý           | Þ           | ß           |
| Ex          | à           | á           | â           | ã           | ä           | å           | æ           | ç           | è           | é           | ê           | ë           | ì           | í           | î           | ï           |
| Fx          | ð           | ñ           | ò           | ó           | ô           | õ           | ö           | ÷           | ø           | ù           | ú           | û           | ü           | ý           | þ           | ÿ           |

## Normalisation
Le jeu de caractères ISO/CEI 8859-15 a été normalisé le 16 septembre 1998 sous le nom officiel de « Jeu supplémentaire latin pour l’Europe (« latin 9 ») », sous la direction et la plume d’Alain LaBonté. Il définit 96 caractères graphiques.
Ce jeu de caractères est utilisable avec l’International Reference Version (IRV) de l’ISO/CEI 646 (ISO-IR 6) que ce soit dans un contexte 8 bits ou
7 bits, au travers de la technologie de l’ISO/CEI 2022. Il dérive du «latin no 1 (ISO-IR 100)» dont certains caractères ont été remplacés pour le français, le finnois, et le symbole Euro (€).
La normalisation du 16 septembre 1998 définit trois séquences d'échappement:
- G1: ESC 02/13 06/02
- G2: ESC 02/14 06/02
- G3: ESC 02/15 06/02

En mode 8 bits, il est plus ou moins interopérable avec le windows-1252, dans la mesure où certains caractères sont affectés identiquement.

## Usages et applications
Avec l'arrivée de l'Euro, ce jeu s'est imposé en Europe comme le standard Unix/Linux, avant l'arrivée d'UTF-8.
La plupart des logiciels fonctionnant avec des caractères mono-octets et ne dépendant pas d'un ordre spécifique des caractères ont pu continuer à fonctionner à l'identique.
Aujourd'hui, son usage s'efface au profit de l'UTF-8.

## Aspects économiques et sociaux
La norme a été sponsorisée par le Canada (Conseil canadien des normes), le Danemark (Dansk Standard), la Finlande (SFS – STY/Tieke), la France (Association française de normalisation), et l'Irlande (National Standards Authority of Ireland (en)).
La norme est disponible en langues française et anglaise.
La coexistence de normes de codages partiellement incompatibles conduit à la disparition du symbole euro de certains documents.
En informatique, il n’est pas exceptionnel de rencontrer un usage fautif du code 128 de Windows-1252 là où les normes stipulent que le codage Unicode ou ISO/CEI 8859-1 est utilisé. En particulier, en HTML et XML, l’entité numérique &#128; n’est pas valable ; le symbole euro doit être représenté avec l’entité numérique &#8364;. En outre, dans un texte codé en ISO/CEI 8859-1 ou ISO 8859-15, le code 128 ne représente pas le symbole euro ; ISO 8859-1 ne permet pas de représenter le symbole euro et ISO 8859-15 utilise le code 164.